# Paula Barbieri
Paula Ann Barbieri (* 31. Dezember 1966) ist eine US-amerikanische Schauspielerin.

## Leben
Barbieri spielte in den 1990er Jahren verschiedene Haupt- und Nebenrollen in US-amerikanischen B-Movies, hauptsächlich im Softerotikbereich. Unter anderem spielte sie in verschiedenen Episoden der Erotikreihe Red Shoe Diaries, teils in der Hauptrolle. Im Oktober 1994 erschien sie mit Nacktfotografien und einer Titelgeschichte im Amerikanischen Playboymagazin.
Barbieri war die Lebenspartnerin von O.J. Simpson, als dieser in den Jahren 1994 und 1995 unter Verdacht stand, seine Ex-Frau ermordet zu haben, und mehrere Monate inhaftiert war.

## Filmografie (Auswahl)
- 1995: Red Shoe Diaries: Double or Nothing (Hauptrolle)
- 1995: Red Shoe Diaries: Weekend Pass
- 1995: The Misery Brothers
- 1996: Night Eyes 4 – Im Netz der Intrigen (Hauptrolle)